# Dům čp. 170 (Štramberk)
Dům čp. 170 stojí na ulici Zauličí ve Štramberku v okrese Nový Jičín. Částečně zděný a částečně roubený dům byl postaven na konci 18. století. Ministerstvem kultury České republiky byl prohlášen za kulturní památku ČR roce 1995 a je součástí městské památkové rezervace.

## Historie
Podle urbáře z roku 1558 bylo na náměstí postaveno původně 22 domů s dřevěným podloubím, kterým bylo přiznáno šenkovní právo a sedm usedlých na předměstí. Uprostřed náměstí stál pivovar. V roce 1614 je uváděno 28 hospodářů, fara, kostel, škola a za hradbami 19 domů. Za panování jezuitů bylo v roce 1656 uváděno 53 domů. První zděný dům čp. 10 byl postaven na náměstí v roce 1799. V roce 1855 postihl Štramberk požár, při němž shořelo na 40 domů a dvě stodoly. V třicátých letech 19. století stálo nedaleko náměstí ještě dvanáct dřevěných domů.
Původní roubený dům čp. 170 byl postaven na konci 18. století. V průběhu let byl několikrát opravován. Objekt je příkladem přestaveb roubených domů předměstské zástavby ve Štramberku.

## Stavební podoba
Dům je přízemní částečně roubená stavba obdélníkového půdorysu, částečně podsklepená, orientovaná okapovou stranou k ulici. Byla trojdílné dispozice. Dům je rozdělen na roubenou obytnou část a na ni navazující hospodářskou zděnou a kamennou část. Štítové průčelí roubené části je tříosé s kaslíkovými okny. K průčelí je přistavěna bedněná hospodářská stavba s pultovou střechou. Štít je svisle bedněný s výzorníky a podlomenicí u paty. Zděné štítové průčelí má jedno okno, štít má dvě okna pravoúhlá a nad nimi kulatý otvor. Střecha je sedlová. Síň je plochostropá. Komora (vlevo od kuchyně) má valenou klenbu. K domu z dvorní strany je přistavěna prosklená veranda.
Před domem se nachází rumpálová studna chráněna bedněným přístřeškem se sedlovou střechou.